# Bistum Picos
Das Bistum Picos (lateinisch Dioecesis Picuensis, portugiesisch Diocese de Picos) ist eine in Brasilien gelegene römisch-katholische Diözese mit Sitz in Picos im Bundesstaat Piauí.

## Geschichte
Das Bistum Picos wurde am 28. Oktober 1974 durch Papst Paul VI. aus Gebietsabtretungen des Erzbistums Teresina und des Bistums Oeiras errichtet. Es wurde dem Erzbistum Teresina als Suffraganbistum unterstellt. 

## Bischöfe von Picos
- Augusto Alves da Rocha, 1975–2001, dann Bischof von Oeiras-Floriano
- Plínio José Luz da Silva, seit 2003